# バタン・カリ駅
バタン・カリ駅（バタン・カリえき、マレー語:Stesen keretapi Batang Kali）はマレーシアのセランゴール州バタン・カリにある、ウエスト・コースト線とポート・クラン線の駅。

## 概要
KTMコミューターの運行区間拡大にともない新設された駅である。KTMコミューターのポート・クラン線の電車やウエスト・コースト線のETSが停車する。

## 歴史
- 2007年4月21日 - 駅開業。ラサ〜ラワン間でKTMコミューターがシャトル・サービス運行開始。

## 駅構造
相対式ホーム2面2線をもつ地上駅である。駅舎は東側にあり、下りホームに面している。上りホームとは構内の跨線橋で結ばれている。
| 1（下り） | ETS                | KLセントラル、グマス方面         |
| 1（下り） | 2 ポート・クラン線 | KLセントラル、ポート・クラン方面 |
| 2（上り） | ETS                | イポー、バターワース方面         |
| 2（上り） | 2 ポート・クラン線 | タンジュン・マリム方面           |

## 駅周辺
- 国道1号（英語版、マレー語版）

## 隣の駅
マレー鉄道
ETSプラチナム（ETS Platinum）
タンジュン・マリム駅 - バタン・カリ駅 - スンガイ・ブロー駅
ETSゴールド（ETS Gold）
タンジュン・マリム駅 - バタン・カリ駅 - スンガイ・ブロー駅
ETSシルバー（ETS Silver）
クアラ・クブ・バル駅 - バタン・カリ駅 - ラワン駅
2 ポート・クラン線
ラサ駅 - バタン・カリ駅 - スレンダ駅